# شهرستان چروکی (جورجیا)
شهرستان چروکی، جورجیا (به انگلیسی: Cherokee County, Georgia) یک سکونتگاه مسکونی در ایالات متحده آمریکا است که در جورجیا واقع شده‌است.